# Super Doll Licca Chan
La princesa Licca★ (スーパードール★リカちゃん Sūpā Dōru Rika-chan - conocida en Hispanoamérica como Princesa Licca) es una serie de anime que fue emitida en TV Tokyo de 1998 a 1999. La editorial Kodansha también publicó un manga inspirado en la serie animada en su revista mensual Nakayoshi. La historia de la serie trata acerca de una escolar llamada Licca Kayama y las extrañas circunstancias que rodean sus orígenes, así como los orígenes de su protectora, la muñeca Licca.
La serie es una historia original basada en la popular y comercialmente exitosa línea de muñecas "Licca-chan"  creada por Miyako Maki y mercadeada por la Compañía Japonesa Takara. La serie fue creada para expandir la serie regular de Muñecas a una línea de figuras de acción. Sin embargo, las figuras no tuvieron mucho éxito, y estas permanecieron un muy poco tiempo en producción.
La serie constó de 52 episodios y fue emitida en Japón desde el 6 de octubre de 1998 hasta el 28 de septiembre de 1999. Desde su emisión en Japón ha sido traducida a varios idiomas incluyendo el chino, italiano, portugués, tagalo y malayo, y ha sido transmitida internacionalmente en varias estaciones incluyendo a la CTS de Taiwán, ATV and TVB, Hong Kong, Cartoon Network Latinoamérica, Brazilian services y RaiDue de Italia.

## Argumento
Cuenta la historia de Licca Kayama, una niña que cursa quinto año de primaria, y de sus amigos Sumire, Day, Tomonori y , que sufren con el correr de los episodios extraños incidentes relacionados con magia y situaciones sobrenaturales. En dichos incidentes, muy reiterados, el malvado mago Scarecrow y sus discípulos intentan secuestrar a la pequeña Licca. En todos estos secuestros, una misteriosa dama, Doll Licca (Dama Protectora en Hispanoamérica), rescata a Licca usando poderes sobrenaturales.

## Personajes
- Licca Kayama: Es la protagonista de la serie, es una niña alegre y enérgica, de buen corazón. Su madre y su abuela pertenecen a la realeza de la Cultura Fantoshi, por lo que ella es la heredera al trono de la Tierra de las Muñecas y cuando era tan solo un bebé, su madre huyó con ella y su abuela al mundo de los humanos para salvarse de las garras del malvado Debur. Está enamorada de su vecino Rui. Su abuela le entregó una pulsera de color rosa llamada "pulsera invocadora", que se ilumina cuando está en problemas y es entonces cuando la muñeca Licca viene a su rescate.
- Nanae: Es la abuela de Licca, hermana gemela de Yae, esposa de France y madre de Orie. Huyó con su hija y su nieta al mundo de los humanos, llevando consigo una valija con los muñecos escuderos dentro. Su collar es capaz de animar a la Muñeca Licca, y utiliza ese poder para proteger a Licca durante toda la serie. Es muy bondadosa, siempre está de buen humor y es capaz de hacer cualquier cosa por su hija y su nieta.
- Yae: Es la hermana gemela de Nanae, tía de Orie y tía abuela de Licca, reina de la Tierra de las Muñecas, que fue poseída por el malvado Debur.
- Orie Kayama: Madre de Licca, heredera al trono de la Tierra de las Muñecas. Rechazó el puesto de reina porque estaba enamorada de un humano, Pierre (el futuro Padre de Licca). Huyó junto con su madre y su hija al mundo de los humanos para escapar de Debur, y siempre hizo todo lo posible por proteger a Licca.

- Sumire Shinojara: Es la mejor amiga de Licca, se caracteriza por su nobleza y su romanticismo, se la pasa imaginando escenas románticas junto a Dai ya que está enamorada de él. Durante la segunda mitad de la serie recibe la pulsera verde capaz de invocar a la muñeca Izumi.

- Dai Takabashi: Es uno de los amigos de Licca, muy inquieto, travieso y machista. Siempre pelea con Licca, aunque está enamorado de ella y cada vez que Rui aparece, él se pone muy celoso. Recibe la pulsera azul para animar al muñeco Isamu cuando hay problemas.
- Scarecrow: Es un mago de la Tierra de las Muñecas que está a las órdenes de Debur, quien le ordenó secuestrar a Licca. Al descubrir su engaño, decide a la mitad de la serie defender a la princesa.
- Pierre Kayama: Pierre Kayama es el padre de Licca, un músico cuya melodía es tan poderosa que fue la causa final de la muerte de Debur.

- Tomonori Michitani: Otro amigo de Licca, destacado por su inteligencia y su forma de ser un tanto extraña. Sus grandes pasatiempos son la astronomía, los libros, la ciencia y todo lo relacionado con el estudio, y en más de una ocasión sus brillantes ideas han salvado a sus amigos.

- Rui Makiyama: Es un estudiante que cursa la universidad en Ozura y es vecino de Licca. Se hace amigo de la familia rápidamente y Licca está muy enamorada de él. Descubre el secreto de la familia Kayama tras ver muchas veces a la Dama Protectora y reconocer la pulsera de Licca. Gracias a él, Dai descubre el paradero de la pulsera invocadora de Isamu, y en una ocasión fue él mismo quién lo animó para rescatar a Licca.

- Catherine: Es una misteriosa compañera de clase de Licca, que aparece a mitad de la serie con la gargantilla animadora de Izumi. La muñeca era invocada con la pulsera que se esconde en su ropa, la cual fue descubierta por Sumire cuando accidentalmente se cayó del bolsillo de Catherine al intentar salvar a Licca en uno de los intentos de secuestro de Misty, siendo capturada en el proceso.

- France: Es el abuelo de Licca, que quedó confinado en el bosque de Al (o Au) al huir del castillo. Le dio su collar a Catherine para que invocase a Izumi.
- Debur: Es el antagonista principal de la serie. Es un demonio que poseyó a Yae en el bosque de Al (Au) y desde ese momento se propuso tomar el control de la Tierra de las Muñecas. Para ello, debía conseguir raptar a la princesa Licca, esforzándose por secuestrarla. Los escuderos protegieron a Licca, y finalmente ayudados por el dios Al, destruyeron a Debur para siempre.
- Misty: Es una creación de Debur para destruir a los escuderos y raptar a Licca. Sus poderes son muy superiores a los de cualquier escudero, y solo los tres juntos pueden estar a su nivel. Ella no está totalmente de acuerdo con la forma de pensar de su amo, pero debe obedecer de todas formas. Tras ser vencida por los muñecos, Debur la absorbe nuevamente.

- Puru y Waya: Son los ayudantes de Scarecrow, los personajes graciosos de la serie, que siguen las órdenes de su maestro en todo momento. Tras darse cuenta de su engaño, en la segunda mitad de la serie deciden proteger a Licca usando todos los medios posibles. A Puru se le conoce en el doblaje colombiano como "Pul".

- Hermana Chiaki: Profesora de la sección de Licca en el Instituto Santa Teresita.

- Al/Au: Es el dios de la tierra de las muñecas, tiene apariencia de un búho blanco con dos cuernos.

### Escuderos
1. Muñeca Licca: Es la protectora de Licca, es una muñeca guerrera que utiliza un yo-yo mágico para combatir. Es muy noble, y nunca ha dudado en arriesgarse para proteger a Licca y a sus amigos. A partir del episodio 45 y con la ayuda de Al puede transformarse en una luchadora superior (con cabello morado y vestimenta blanca) tras recibir los poderes de los otros escuderos. En el doblaje colombiano se la conoce como La Dama Protectora sin hacer uso de su nombre propio, Licca. Era animada por un talismán rosado que Nanae llevaba colgado del cuello.
2. Muñeco Isamu: Es el segundo muñeco guardián del trono, blande una enorme espada para combatir, con la que es capaz de arrojar proyectiles de energía, y cortar a sus enemigos. A mediados del anime estuvo al servicio del mal bajo las órdenes de Debur, pero luego es rescatado por la Muñeca Licca y vuelve a combatir en el lado del bien bajo la animación de Dai. En el doblaje colombiano se le colocó el adjetivo de Caballero protector. Era animado por medio de un talismán azul con forma de reloj.
3. Muñeca Izumi: Izumi es la tercera muñeca guerrera, que utiliza un bastón mágico como arma, que al arrojarlo, regresa siempre a sus manos. Al empezar a ser animada, no se sabía quien lo estaba haciendo, ya que según Nanae solo France podía invocarla, pero luego de un tiempo se descubre que Catherine la estuvo animando todo ese tiempo y luego fue animada por Sumire. En el doblaje colombiano también se añadió a su nombre el adjetivo de Dama Protectora. Era animada mediante un talismán con forma de gargantilla.

## Conjuros
Para invocar a cada uno de los escuderos se emplean tres conjuros distintos: 
- Muñeca Licca: Tururu Kururu Tureiro Kureira.
- Muñeco Isamu: Pereso Perese Burune Buraine.
- Muñeca Izumi: Fururu Furora Gurine Guraine.

Sin embargo, en el doblaje colombiano se hicieron algunas modificaciones, quedando de la siguiente manera:
- Muñeca Licca: Tururu Cururu Tureiro Cureira.
- Muñeco Isamu: Pereso Perese Brune Brunéi.
- Muñeca Izumi: Fluro Flora Verde Verdor.

## Emisión internacional
A pesar de su escasa popularidad, SDLC fue transmitida en muchos países además del Japón: México, Ecuador, Chile, Venezuela, Argentina, Perú, Brasil, China, Corea del Sur, Italia, Filipinas, Malasia, Colombia y República Dominicana; y en todos los países de Latinoamérica (en este caso por Toons TV).

## Doblaje

### Japón
- Kentarou Itou como Doll Isamu.
- Michiko Neya como Doll Izumi.
- Tomo Sakurai como Doll Licca.
- Yuka Kouno como Rika Kayama.
- Atsuko Tanaka como Puru.
- Ikue Ohtani como Catherine.
- Junko Takeuchi como Tetsu.
- Kazue Komiya como Nanae Kayama.
- Keiji Fujiwara como Pierre Kayama.
- Kobuhei Hayashiya como Waaya.
- Mako Hyoudou como Sister Chiaki.
- Mitsuru Miyamoto como Rui Makiyama.
- Miyu Kawakami como Sumire Shinohara.
- Rokuro Naya como Dr. Scarecrow
- Satsuki Yukino como Hide.
- Wasabi Mizuta como Tomonori Michitani.
- Yoko Sasaki como Orie Kayama.
- Yuko Mita como Dai Takabayashi.

### Colombia e Hispanoamérica
Doblado en Colombia por
- Luzgeyle Poveda como Izumi y Licca Kayama.
- Wolfang Galindo como Isamu.
- Alexander Páez como Rui Makiyama.
- Diana Maritza Beltrán como Dama Protectora y Sumire Shinohara.
- José Manuel Cantor como Dr. Scarecrow.
- Mario Gutiérrez Marin como Dai Takabayashi y Pierre Kayama.
- Alfonso Grau como Waaya.
- Carmen Rosa Franco como Puru.
- Flor Marina López como Nanae kayama.
- Shirley Marulanda como Tomoroni.
- Stella Lugo como Hermana Chiaki y Misty.

Dirección - Hernando Cuenca.
Estudio - Provideo Colombia.

### Italia
- Gemma Donati como Rika Kayama.
- Stella Musy como Doll Licca.
- Simone Crisari como Dai Takabashi.
- Letizia Ciampa como Sumire Shinojara.
- Leonardo Graziano como Tomonori Fukuya.
- Fabio Boccanera como Rui Asagiyama.
- Luca dal Fabbro como Scarecrow.
- Alessanda Cassioli como Puru.
- Luigi Ferraro como Waya.
- Graziella Polezinanti como Nanae.
- Giò Giò Rapattoni como Orie.
- Antonella Redina como Hermana Chiaki.

Director de doblaje: Carlo Cosolo, Maria Fiore.
Asistente del Director: Andreina D'Andreis, Paola Montagnoli.
Estudio: Cast Doppiaggio

### Brasil
- Fernanda Bulara como Boneca Licca y Licca.
- Luciana Balori como Boneca Izumi.
- Ulisses Bezerra como Boneco Isamu.
- Alex Minei como Hide.
- Flavia Narcizo como Catherine.
- Thiago Longo como Dai.
- Helena Samara o Antonio Moreno como France.
- Alex Minei como Hermano de Dai.

Director de doblaje: José Parisi JR. 
Empresa: Parisi Video

## Música
Openings:
- OP 1 (Desde el episodio 1 al 39): NE
- OP 2 (Desde el episodio 40 al 52): Ashita No Kimi

Endings
- ED1 (Desde el episodio 1 al 15): NE (Cutey Techno Mix)
- ED2 (Desde el episodio 16 al 29): Waoo¡
- ED3 (Desde el episodio 30 al 39): LOVE Wars Daisakusen
- ED4 (Desde el episodio 40 al 52): Sono Yume Ha Nani Iro?

## Doblaje de Openings, Endings y canciones varias
En el doblaje colombiano, Luzgeyle Poveda (Voz de Licca e Izumi), canta todas las canciones dobladas. Dichas canciones son:
- OP1 (Desde el episodio 1 al 39): Mi Sueño es el Motor.
- OP2 (Desde el episodio 40 al 52): Tu Estarás Bien.
- ED1: Mi Sueño Es El Motor (Techno Mix)
- ED2: Guau¡
- ED3: Hay Un Lugar Para Enamorarse
- ED4: Vi Una Estrella
- Destiny
- Romantic

En el doblaje brasileño también fueron dobladas todas las canciones de la serie:
- OP1: Gosto De Horóscopo
- OP2: No Embalo De Un Amor
- ED1: Gosto De Horóscopo Tecno Remix
- ED2: O Nosso Mundo
- ED3: Parque De Diversões
- ED4: Não É Hora De Adeus
- Caixa De Brinquedos
- Romantic

En el doblaje chino, se mantuvieron todas las canciones originales y se remitieron únicamente a doblar la serie. En el doblaje coreano solo se emitió un opening y un ending, estos fueron doblados a coreano, pero las canciones no son las originales traducidas, sino que son otras totalmente distintas.

## Original Sound Tracks
Super Doll Licca-chan posee 4 OST's, solo comercializadas en Japón. Las tres primeras corresponden a la serie animada, y el cuarto soundtrack a la banda sonora de la película. A continuación algunos datos de ellas:
| Datos                 | OST 01                                        | OST 02                                              | OST 03                                  | OST 04                                   |
| --------------------- | --------------------------------------------- | --------------------------------------------------- | --------------------------------------- | ---------------------------------------- |
| Título Oficial:       | Super Doll Licca-chan: Super Music Collection | Super Doll Licca-chan: Super Music Collection vol 2 | Super Doll Licca-chan: Song Collection. | Super Doll Licca-chan Doll Land Fantasía |
| Fecha de lanzamiento: | 1998/12/19                                    | 1999/02/20                                          | 1999/04/01                              | 1999/08/27                               |
| Compañía:             | Columbia Music Entertainment                  | Columbia Music Entertainment                        | Columbia Music Entertainment            | Columbia Music Entertainment             |
| Número de canciones:  | 22                                            | 16                                                  | 12                                      | 26                                       |

## Lista de episodios
El anime consta de 52 episodios.
1. Escuderos misteriosos
2. Sortilegio con luz de luna
3. Las lágrimas de la virgen María
4. Un extraño huésped en Halloween
5. El cumpleaños de Mamá
6. Viene una estrella fugaz
7. Té con hierbas
8. Dai es un pequeño caballero
9. El secreto del toque de la campana
10. La dama protectora
11. Recuerdos de un vestido blanco
12. Un regalo en un día con nieve
13. El gato extraviado
14. Duelo en domingo
15. La novia de Rui
16. La reina de un mundo helado
17. La trampa de un adivino
18. Tres mosqueteros de una tierra encantada
19. La dama protectora inerte
20. El secreto de la princesa fugitiva
21. El tesoro de Rui
22. La primera aparición de Isamu
23. El astronauta perdido
24. La primera aparición de Izumi
25. Catherine: la misteriosa desconocida
26. El misterio de Izumi
27. Los secretos de Licca
28. Un reino en tinieblas
29. El regreso de papá
30. Los guardaespaldas confiables
31. La determinación de la dama protectora
32. El rescate de Isamu
33. El secreto de Catherine
34. La niña de los ojos brillantes
35. La odiosa campana de bodas
36. Misteriosa melodía
37. Los poderes de la dama protectora
38. La mágica música de Pierre
39. La cajita de música
40. Catherine en peligro
41. Bienvenido Scarecrow
42. El domingo no existe
43. Un regalo por coraje
44. Misty contra los escuderos
45. La dama protectora en una luz
46. Pesadilla en una noche de verano
47. La tierra de las muñecas
48. Hombre misterioso con máscara de hierro
49. La deidad
50. Scarecrow, el rey de la magia
51. El milagro de la melodía
52. El adiós

## Manga
El manga de Super Doll Licca-Chan fue escrito e ilustrado por Mia Ikumi, consta de dos tomos con un total de 398 páginas que se dividían en 6 actos por cada tomo. El manga fue lanzado en Japón en el año 1999 por Kodansha, aparte esta compañía cada mes publicaba una revista llamada Nakayoshi, en una edición en particular, en su interior traía tarjetas de teléfono de Super Doll Licca-Chan. Mientras que el manga lanzado en Italia estuvo en venta en el año 2003 por la compañía Dynamic Italia (Dynit).

## Película
La serie tiene una adaptación cinematográfica llamada Super Doll Licca-chan: Licca-chan Zettai Zetsumei! Doll Knights no Kiseki  (スーパードール★リカちゃん リカちゃん絶体絶命! ドールナイツの奇跡)

La película empieza con el despertar de la Bruja Dana, quién ha congelado la Tierra de las Muñecas y amenaza con destruir ambos mundos si no le entregan a la Princesa Licca.

Los amigos de Licca han sido separados de ella y ahora deberá encontrar una forma de reunirse con ellos sin ayuda, hasta que Catherine aparece y debe dejar todo en manos de los Escuderos Mágicos mientras se concentra en mantener a Licca lejos del peligro.

No todos los personajes aparecen en la película y en orden cronológico toma lugar entre los episodios 33 y 34, ya que los chicos ya saben que Catherine es la que invoca a la muñeca Izumi (algo del que se enteran en el 33) y Nanae invoca al muñeco Isamu con el pendiente (Dai obtendría la pulsera invocadora en el 34).

Esta película no fue doblada ni traducida a ningún idioma, debido a que nunca salió de Japón.